# Jean-François Paul de Gondi
Jean-François Paul de Gondi di Retz, meglio noto come il Cardinale di Retz (Montmirail-en-Brie, 20 settembre 1613 – Parigi, 24 agosto 1679), è stato un cardinale, arcivescovo cattolico e scrittore francese.
Nato in una famiglia originaria di Firenze, era figlio di Philippe Emmanuel de Gondi, conte di Joigny, e di Françoise-Marguerite de Silly. Era inoltre pronipote di Pierre de Gondi e nipote di Henri de Gondi, primo cardinale di Retz, e di Jean-François de Gondi, primo arcivescovo di Parigi.

## Biografia
Destinato sin dall'infanzia alla carriera ecclesiastica, ebbe come precettore san Vincenzo de Paoli, con il quale studiò teologia, storia, storia ecclesiastica e patristica. A parte il francese, sua madrelingua, egli parlava fluentemente ebraico, greco, latino, italiano, spagnolo e tedesco. Egli ottenne il suo primo dottorato alla Sorbona di Parigi.
Divenuto protetto del cardinale Armand-Jean du Plessis de Richelieu, nel 1623 divenne abate commendatario di Buzay e Quimperlé (sino al 1673) e di Chaume (1623-1662). Nel 1627 divenne canonico del capitolo della cattedrale di Notre Dame di Parigi.
Eletto arcivescovo titolare di Corinto e nominato coadiutore nell'arcidiocesi di Parigi il 12 giugno 1643, ottenne la dispensa per non aver ancora ricevuto gli ordini sacri. Ordinato sacerdote nel novembre del 1643, venne consacrato vescovo il 31 gennaio 1644 nella cattedrale metropolitana di Parigi per mano di suo zio Jean-François de Gondi, arcivescovo di Parigi, assistito da Nicolas de Nets, vescovo di Orléans, e da Dominique Séguier, vescovo di Meaux.
Creato cardinale presbitero nel concistoro del 19 febbraio 1652, entrò in contrasto col cardinale Giulio Mazzarino, il quale temeva lo volesse rimpiazzare nel ruolo di primo ministro del Regno di Francia. Il cardinale Mazzarino, pertanto, fece pressione su re Luigi XIV di Francia per imprigionarlo a Vincennes nel dicembre del 1652. Ad ogni modo, il Gondi riuscì a succedere nella cattedra arcivescovile di Parigi mentre si trovava in prigione, il 21 marzo 1654. Su promessa della sua rinuncia all'arcivescovato di Parigi, venne trasferito a Nantes nell'aprile del 1654, da dove fuggì nell'agosto di quell'anno, recandosi in Spagna e poi a Roma. Partecipò al conclave del 1655, nel corso del quale giocò un ruolo importante nell'elezione del cardinale Fabio Chigi che poi divenne papa con il nome di Alessandro VII, lasciando inoltre una dettagliata relazione dell'elezione nelle sue memorie. In quest'occasione egli ricevette il titolo di cardinale presbitero di Santa Maria sopra Minerva il 14 maggio 1655, conducendo poi una vita errabonda per l'Europa, occupandosi della sua arcidiocesi attraverso i suoi vicari. Infine, dopo la morte del cardinale Mazzarino nel 1661, egli rinunciò al governo dell'arcidiocesi per ordine del re il 15 febbraio 1662. In compenso, egli venne nominato abate commendatario di Saint-Denis a Parigi nel 1662.
Durante gli ultimi dieci anni della sua vita, Gondi scrisse le sue Mémoires che arrivano fin all'anno 1655, esposte in forma narrativa ad una dama dal nome sconosciuto ma che alcuni storici tendono ad identificare con Madame de Sévigné.
Retz e François de la Rochefoucauld, grandi Frondeurs del genio letterario francese del XVII secolo, erano nemici personali e politici e ciascuno dei due lasciò dell'altro un ritratto in questo senso. De la Rochefoucauld scrisse di Retz: «Il a suscité les plus grands désordres dans l'état sans avoir un dessein formé de s'en prévaloir.» (Egli causò i disastri maggiori per lo Stato, senza avere un piano su come avvantaggiarsene).
Morì a Parigi nell'Hôtel de Lesdiguières il 24 agosto 1679 all'età di 65 anni e venne inumato nella Basilica di Saint-Denis e sulla sua lapide, per volere di Luigi XIV, non venne scritto alcun nome.

## Conclavi
Il cardinale Gondi, durante il suo cardinalato, partecipò ai conclavi:
- conclave del 1655, che elesse papa Alessandro VII
- conclave del 1667, che elesse papa Clemente IX
- conclave del 1669-1670, che elesse papa Clemente X
- conclave del 1676, che elesse papa Innocenzo XI

## Genealogia episcopale e successione apostolica
La genealogia episcopale è:
- Cardinale François de Joyeuse
- Cardinale François d'Escoubleau de Sourdis
- Arcivescovo Jean-François de Gondi
- Cardinale Jean-François Paul dei Gondi

La successione apostolica è:
- Vescovo François Perrochel (1645)
- Vescovo François de Péricard (1647)

## Ascendenza
|                                  |                    |                                  | Genitori                     |  |  | Nonni |  |  | Bisnonni            |  |  | Trisnonni         |  |
|                                  |                    |                                  |                              |  |  |       |  |  | 8. Guidobaldo Gondi |  |  | 16. Antonio Gondi |  |
|                                  |                    |                                  |                              |  |  |       |  |  | 8. Guidobaldo Gondi |  |  | 16. Antonio Gondi |  |
|                                  |                    | 17. Maddalena Corbinelli         |                              |  |  |       |  |  | 8. Guidobaldo Gondi |  |  |                   |  |
| 4. Albert de Gondi               |                    |                                  |                              |  |  |       |  |  | 8. Guidobaldo Gondi |  |  |                   |  |
|                                  |                    | 9. Marie Catherine de Pierrevive | 18. Nicolas de Pierrevive    |  |  |       |  |  |                     |  |  |                   |  |
|                                  |                    | 9. Marie Catherine de Pierrevive | 18. Nicolas de Pierrevive    |  |  |       |  |  |                     |  |  |                   |  |
|                                  |                    | 9. Marie Catherine de Pierrevive | 19. Jeanne de Thurin         |  |  |       |  |  |                     |  |  |                   |  |
| 2. Philippe-Emmanuel de Gondi    |                    | 9. Marie Catherine de Pierrevive |                              |  |  |       |  |  |                     |  |  |                   |  |
|                                  |                    | 10. Claude de Clermont           | 20. Jacques de Clermont      |  |  |       |  |  |                     |  |  |                   |  |
|                                  |                    | 10. Claude de Clermont           | 20. Jacques de Clermont      |  |  |       |  |  |                     |  |  |                   |  |
|                                  |                    | 10. Claude de Clermont           | 21. Claudine de Saint-Seine  |  |  |       |  |  |                     |  |  |                   |  |
| 5. Claude Catherine de Clermont  |                    | 10. Claude de Clermont           |                              |  |  |       |  |  |                     |  |  |                   |  |
|                                  |                    | 11. Jeanne de Vivonne            | 22. André de Vivonne         |  |  |       |  |  |                     |  |  |                   |  |
|                                  |                    | 11. Jeanne de Vivonne            | 22. André de Vivonne         |  |  |       |  |  |                     |  |  |                   |  |
|                                  |                    | 11. Jeanne de Vivonne            | 23. Louise Daillon du Lude   |  |  |       |  |  |                     |  |  |                   |  |
| 1. Jean-François Paul de Gondi   |                    | 11. Jeanne de Vivonne            |                              |  |  |       |  |  |                     |  |  |                   |  |
|                                  | 12. Louis de Silly | 24. Charles de Silly             |                              |  |  |       |  |  |                     |  |  |                   |  |
|                                  | 12. Louis de Silly | 24. Charles de Silly             |                              |  |  |       |  |  |                     |  |  |                   |  |
|                                  | 12. Louis de Silly | 25. Philippe de Sarbruch         |                              |  |  |       |  |  |                     |  |  |                   |  |
| 6. Antoine de Silly              | 12. Louis de Silly |                                  |                              |  |  |       |  |  |                     |  |  |                   |  |
|                                  |                    | 13. Anne de Laval                | 26. Guy XVI de Laval         |  |  |       |  |  |                     |  |  |                   |  |
|                                  |                    | 13. Anne de Laval                | 26. Guy XVI de Laval         |  |  |       |  |  |                     |  |  |                   |  |
|                                  |                    | 13. Anne de Laval                | 27. Anne de Montmorency      |  |  |       |  |  |                     |  |  |                   |  |
| 3. Françoise Marguerite de Silly |                    | 13. Anne de Laval                |                              |  |  |       |  |  |                     |  |  |                   |  |
|                                  |                    | 14. Louis de Lannoy              | 28. François de Lannoy       |  |  |       |  |  |                     |  |  |                   |  |
|                                  |                    | 14. Louis de Lannoy              | 28. François de Lannoy       |  |  |       |  |  |                     |  |  |                   |  |
|                                  |                    | 14. Louis de Lannoy              | 29. Marie de Hangest         |  |  |       |  |  |                     |  |  |                   |  |
| 7. Marie Marguerite de Lannoy    |                    | 14. Louis de Lannoy              |                              |  |  |       |  |  |                     |  |  |                   |  |
|                                  |                    | 15. Anne de La Viefville         | 30. François de La Viefville |  |  |       |  |  |                     |  |  |                   |  |
|                                  |                    | 15. Anne de La Viefville         | 30. François de La Viefville |  |  |       |  |  |                     |  |  |                   |  |
|                                  |                    | 15. Anne de La Viefville         | 31. Anne de Neufville        |  |  |       |  |  |                     |  |  |                   |  |
|                                  |                    | 15. Anne de La Viefville         |                              |  |  |       |  |  |                     |  |  |                   |  |

## Opere

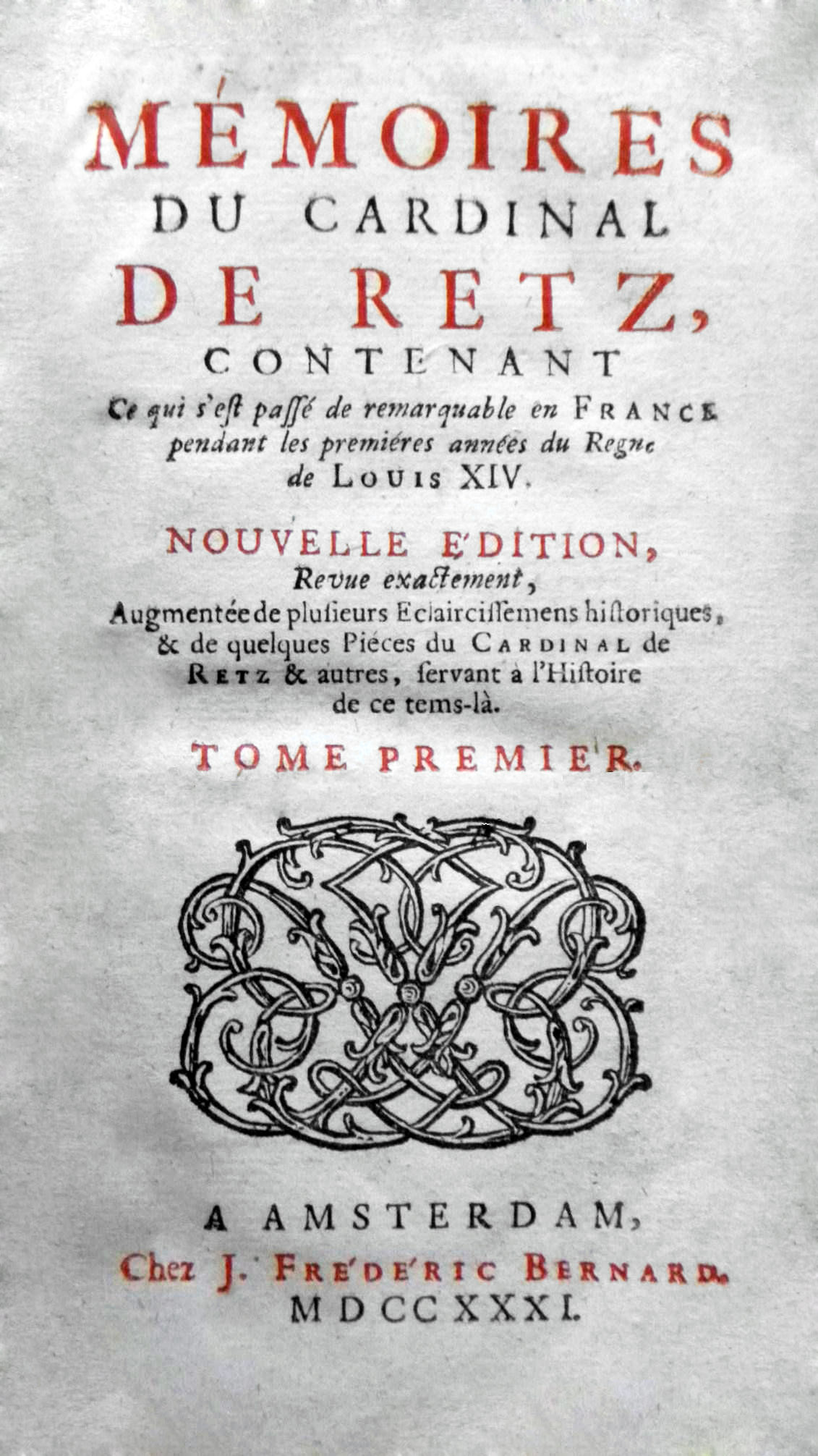
Le Memoires del cardinale de Retz in un'edizione del 1731 a cura di Bernard, Amsterdam

L'opera completa del cardinale de Retz è stata pubblicata nel 2005-2009, a cura di Jacques Delon dalle Éditions Honoré Champion di Parigi, in sei tomi:
- t. I. Œuvres oratoires, politiques et religieuses, 2005.
- t. II. Discours philosophiques. Controverses avec Desgabets sur le cartésianisme, 2005.
- t. III. Correspondance. Affaire du cardinalat, 2005.
- t. IV. Correspondance. Lettres épiscopales, 2005.
- t. V. Correspondance. Affaires d'Angleterre et Affaires de Rome, 2007.
- t. VI. Correspondance. Affaires privées, 2009

Il cardinale de Retz è ricordato soprattutto per due opere:
- La congiura del conte Gian Luigi Fieschi - pubblicata anonima una prima volta a Parigi nel 1665, e di nuovo postuma (nel 1682), con alcune variazioni
- Memorie - pubblicate postume nel 1717 e successivamente, secondo il manoscritto originale, nel 1837 nel ventiquattresimo volume della collezione di scritti di Joseph François Michaud e Jean Joseph François Poujoulat (Parigi, 1836). Nel 1870 l'edizione completa delle opere del cardinale di Retz venne iniziata da Alphonse Feillet nella sua collezione Grands Ecrivains.